# Com Amor
Com Amor é o 20º álbum de estúdio do cantor brasileiro Ozeias de Paula, lançado em 1986 pela gravadora Polygram.
Em 2019, foi eleito o 89º melhor álbum da década de 1980 em lista publicada pelo portal Super Gospel.

## Faixas
1. Com Amor
2. Momentos
3. Existe Solução
4. Pára Um Pouco Pra Pensar
5. Conclusões
6. Creia
7. És Meu Rei
8. Dom de Deus
9. Dia do Amor
10. Do Jeito Que Eu Sou